# Krasnogorsky (huyện của Bryansk)
Huyện Krasnogorsky (tiếng Nga: ? райо́н) là một huyện hành chính tự quản (raion), của Tỉnh Bryansk, Nga. Huyện có diện tích 1074 kilômét vuông, dân số thời điểm ngày 1 tháng 1 năm 2000 là 18600 người. Trung tâm của huyện đóng ở Krasnaya Gora.